# Paucsinesd
Paucsinesd románul: Păucinești, falu Romániában, Erdélyben, Hunyad megyében.

## Fekvése
Hátszegtől délnyugatra fekvő település.

## Története
Paucsinesd nevét 1438-ban említette először oklevél p. Ponczonfalwa néven.
1482-ben p. Pochynesth, 1518-ban p. Pochonfalwa, 1600-ban Pauchinest, 1733-ban Peutsenesti, 1750-ben  Paucsenest, 1760–1762-ben  Paucsinesd,  1808-ban Panczinesd, Banczinesd, 1861-ben  Pancsinesd, 1888-ban Paucsinesd, 1913-ban 
Paucsinesd formában volt említve.
1518-ban p. Pochonfalwa Damsosi ~ Morsinai, Damsosi Árka-birtok volt.
A trianoni békeszerződés előtt Hunyad vármegye Hátszegi járásához tartozott.
1910-ben 696 lakosából 6 magyar, 690 román volt. Ebből 690 görög keleti ortodox volt.

## Források

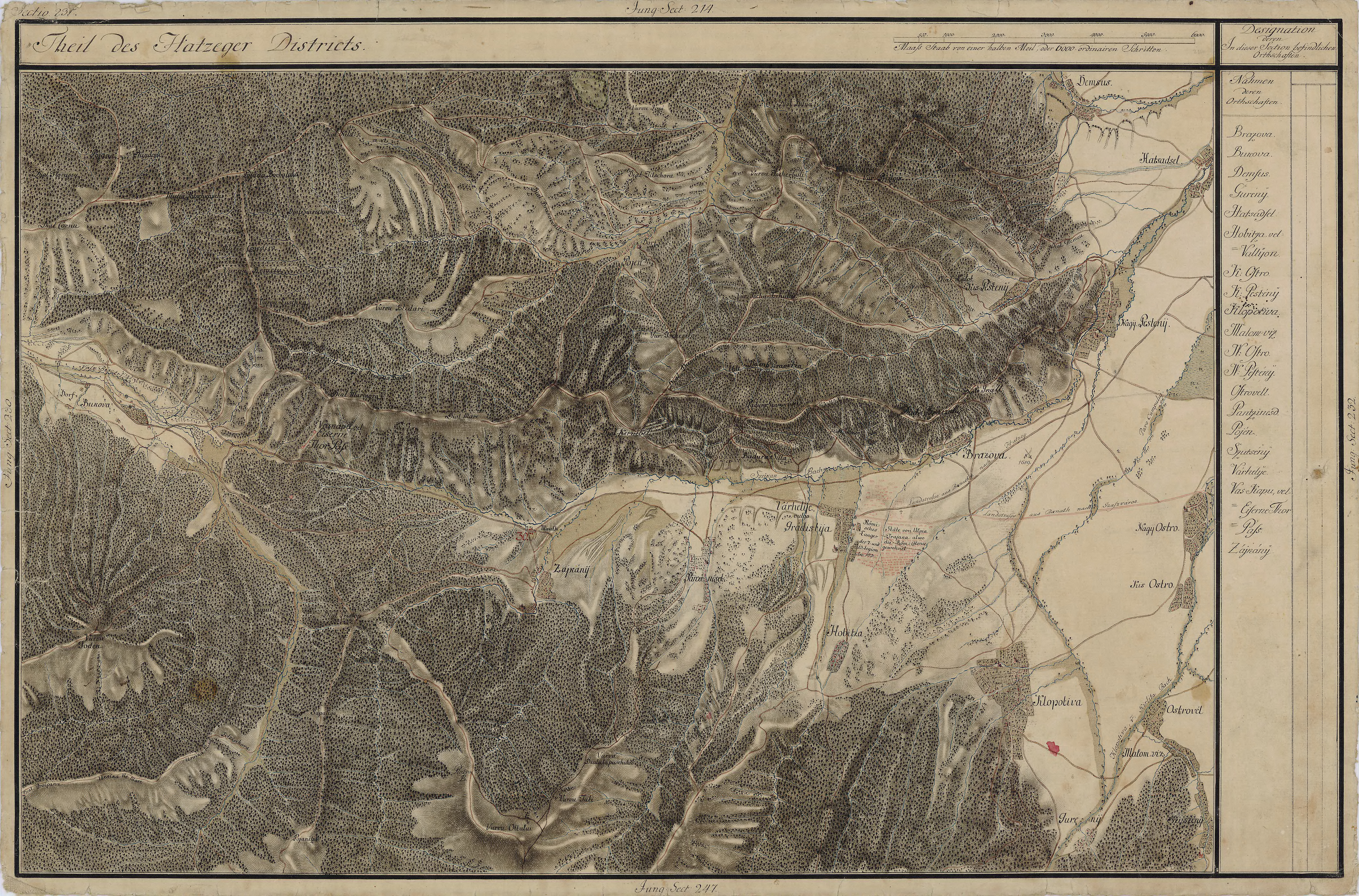
Paucsinesd egy régi, az 1700-as évekből való térképen